# Kōnosu

Kōnosu (鴻巣市 Kōnosu-shi?) este un municipiu din Japonia, prefectura Saitama.